# Phyllosticta acetosae
Phyllosticta acetosae är en svampart som beskrevs av Sacc. 1878. Phyllosticta acetosae ingår i släktet Phyllosticta och familjen Botryosphaeriaceae.   Inga underarter finns listade i Catalogue of Life.